# Escape (album d'Enrique Iglesias)
Albums de Enrique Iglesias
Enrique
(1999) Quizás
(2002)
Singles
1. Hero
Sortie : 13 août 2001
2. Escape
Sortie : 3 décembre 2001
3. Love to See You Cry
Sortie : 11 février 2002
4. Don't Turn Off the Lights
Sortie : 25 mars 2002
5. Maybe
Sortie : 13 mai 2002

Escape est le cinquième album (et le deuxième album en anglais) du chanteur espagnol Enrique Iglesias. Il est sorti chez Interscope Records en octobre 2001.

## Histoire
Le deuxième album en anglais d'Enrique Iglesias, intitulé Escape, sort en 2001. Tout l'album est coécrit par Enrique lui-même.
Là où les ventes de son précédent album n'avaient pas été flamboyantes, Enrique décide de faire le déplacement pour promouvoir celui-ci. Ainsi il va au Royaume-Uni et le premier single du nouvel album, Hero, se classe no 1 là-bas (ainsi que dans d'autres pays).
En 2001, Enrique rencontra Anna Kournikova sur le tournage du clip Escape. Les singles Escape et Don't Turn Off the Lights sont énormément diffusés en radio, leur permettant de bien se classer dans de nombreux classements aux États-Unis et ailleurs.
Une seconde édition de l'album fut commercialisée internationalement et contenait une nouvelle version de la chanson favorite d'Enrique, Maybe, ainsi qu'un duo avec Lionel Richie intitulé To Love a Woman.
Enrique profite alors du succès de l'album pour organiser la tournée One-Night Stand World Tour, une tournée de 50 représentations à guichets fermés à travers 16 pays. Après trois représentations consécutives au Royal Albert Hall de Londres, la partie européenne de la tournée s'achève au stade national Lia Manoliu de Bucarest en Roumanie. Ce concert est le point de lancement de MTV Roumanie (en), et le clip de Love to See You Cry fut le premier à être diffusé sur la chaîne. La seconde partie de la tournée, Don't Turn Off the Lights, se termine durant l'été 2002 après deux soirs complets au Madison Square Garden et deux autres à l'Auditorium National de Mexico. La date finale fut un show unique au Colisée Roberto Clemente de San Juan à Puerto Rico.

## Liste des pistes
| 1.  | Escape                                                             | - Enrique Iglesias - Steve Morales - Kara DioGuardi - David Siegel | Morales             | 3:28 |
| 2.  | Don't Turn Off the Lights                                          | - Iglesias - Morales - DioGuardi - Siegel                          | Morales             | 3:48 |
| 3.  | Love to See You Cry                                                | - Iglesias - Paul Barry - Steve Torch - Mark Taylor                | Taylor              | 4:08 |
| 4.  | Hero                                                               | - Iglesias - Barry - Taylor                                        | Taylor              | 4:24 |
| 5.  | I Will Survive                                                     | - Iglesias - Morales - DioGuardi - Siegel - Aaron Fishbein         | Morales             | 3:43 |
| 6.  | Love 4 Fun                                                         | - Iglesias - Morales - DioGuardi - Siegel - Fishbein               | Morales             | 3:16 |
| 7.  | Maybe                                                              | - Iglesias - Morales - DioGuardi - Siegel                          | Morales             | 3:14 |
| 8.  | One Night Stand                                                    | - Iglesias - Barry - Taylor                                        | Taylor              | 4:11 |
| 9.  | She Be the One                                                     | - Iglesias - Barry - Taylor                                        | Taylor              | 3:36 |
| 10. | If the World Crashes Down                                          | - Iglesias - Lester Mendez                                         | - Iglesias - Mendez | 4:45 |
| 11. | Escapar (Version espagnole d'Escape)                               | - Iglesias - Morales - DioGuardi - Siegel                          | Morales             | 3:28 |
| 12. | No apagues la luz (Version espagnole de Don't Turn Off the Lights) | - Iglesias - Morales - DioGuardi - Siegel                          | Morales             | 3:48 |
| 13. | Héroe (Version espagnole de "Hero")                                | - Iglesias - Barry - Taylor                                        | Taylor              | 4:26 |

| 14. | Hero (Metro mix)              | - Iglesias - Barry - Taylor | Taylor | 4:19 |
| 15. | Hero (Thunderpuss radio edit) | - Iglesias - Barry - Taylor | Taylor | 3:18 |

| 14. | Hero (Metro mix) | - Iglesias - Barry - Taylor | Taylor | 4:19 |

| 14. | Hero (Metro mix)                                                                             | - Iglesias - Barry - Taylor                   | Taylor | 4:19 |
| 15. | Love to See You Cry (Tes larmes sont mes baisers) (Version française de Love to See You Cry) | - Iglesias - Paul Barry - Torch - Mark Taylor | Taylor | 4:05 |

| 14. | Hero (Metro mix)                          | - Iglesias - Barry - Taylor               | Taylor | 4:17 |
| 15. | Maybe (Mark Taylor mix)                   | - Iglesias - Morales - DioGuardi - Siegel | Taylor | 3:10 |
| 16. | To Love a Woman (featuring Lionel Richie) | - Iglesias - Lionel Richie - Barry        | Taylor | 3:53 |